# Brzezie (Tylmanowa)
Brzezie – przysiółek wsi Tylmanowa w Polsce, położony w województwie małopolskim, w powiecie nowotarskim, w gminie Ochotnica Dolna.
W latach 1975–1998 przysiółek administracyjnie należał do województwa nowosądeckiego.
Przez przysiółek płynie potok Bar, dopływ Dunajca.